# Periosti
El periosti (peri = al voltant, i osti = os) és una membrana de teixit connectiu molt vascularitzada, fibrosa i resistent, que cobreix l'os per la seva superfície externa, excepte en llocs d'inserció de lligaments, tendons, i superfícies articulars (la superfície externa de l'os a nivell de les articulacions està coberta per cartílag hialí, anomenat cartílag articular).
El periosti posseeix terminacions nervioses nociceptives, que el fan molt sensible a la manipulació. Mitjançant la irrigació sanguínia proveeix a l'os els nutrients que necessita. Es troba unit a l'os per fortes fibres de col·lagen anomenades fibres de Sharpey, que s'estenen a les lameles circumferencials externes i intersticials.
El periosti està format per una capa externa fibrosa i una capa interna de recanvi. La capa fibrosa conté fibroblasts, mentre que la capa de recanvi conté cèl·lules progenitores que es transformen en osteoblasts, que són responsables de l'augment del gruix de l'os. Després d'una fractura òssia les cèl·lules progenitores es transformen en osteoblasts i condroblasts, els quals són essencials en el procés de curació.